# Citadelle de Mane
La citadelle de Mane est une citadelle située dans la commune de Mane, près de Forcalquier dans les Alpes-de-Haute-Provence en France.
Propriété privée, la citadelle de Mane est aussi parfois appelée le château de Mane.

## Architecture
Il s'agit de l'unique fortification encore entière de toute la Haute Provence. L'intérêt stratégique de ce château s'explique par la position de Mane aux portes de Forcalquier capitale du comté.
Elle est défendue par une double enceinte en hélice qui enserre la colline qui domine Mane. Elle comprend un logis doté de fenêtres à meneaux.

## Historique
La citadelle de Mane doit sa construction aux comtes de Toulouse, au XIIe siècle. Les parties les plus anciennes sont attribuables à Guillaume II, comte de Forcalquier.
Vers 1250, elle fut vendue à Charles Ier d'Anjou (frère de saint Louis) et époux de Béatrice de Provence (fille de Raymond Béranger V). 
Ce château fort eut à subir le siège du baron de Brancas pendant les guerres de religion, ainsi que celui du marquis de Viens.
Les seigneurs de ce château furent les comtes de Toulouse, les comtes de Provence, la famille Rosario, d'Accigne, les d'Agoult, les Bouliers et les Forbin Janson. 
Le château appartient actuellement à M. Georges Biettron, qui se consacre à la préservation et au restauration des parties effondrées de ce monument.